# Arbutus (Maryland)
Arbutus ist ein Gemeindefreies Gebiet und ein Census-designated place im Baltimore County im US-Bundesstaat Maryland. Es hat 21.655 Einwohner (Stand: Volkszählung 2020) auf einer Fläche von 16,8 km².

## Bildung
In der Nachbarstadt Cantonsville liegt die Universität University of Maryland, Baltimore County (UMBC).

## Söhne und Töchter der Stadt
- Robert L. Ehrlich (* 1957), Politiker und Rechtsanwalt
- David Byrne (* 1952), britischer Musiker, wohnte hier mit seinen Eltern